# Wojciech Golik
Wojciech Ludwik Golik (ur. 26 sierpnia 1959 w Poznaniu) – polski matematyk i nauczyciel akademicki pracujący w USA.

## Życiorys
Urodził się w rodzinie Ludwika, weterynarza z Kielecczyzny i laryngolog Krystyny Dźwikowskiej. W latach 60. jego rodzina przeniosła się do Koła. W 1973 ukończył Szkołę Podstawową nr 3 w Kole, a 4 lata później Liceum Ogólnokształcące im. Kazimierza Wielkiego. Po maturze został bez egzaminu przyjęty na Politechnikę Poznańską, gdzie studiował mechanikę teoretyczną na Wydziale Budowy Maszyn.
W 1980 w ramach wymiany studenckiej studiował na Universiteit Twente w Enschede, do Polski wrócił miesiąc po podpisaniu porozumień sierpniowych. W 1981 Krzysztof Grysa zaproponował mu studia doktoranckie w Instytucie Podstawowych Problemów Techniki Polskiej Akademii Nauk, jednak w związku z wprowadzeniem stanu wojennego nie rozpoczął tam studiów. W 1982 obronił dyplom magistra inżyniera zatrudnił się jako technolog w Fabryce Materiałów i Wyrobów Ściernych „Korund” w Kole.
W 1982 Krzysztof Grysa ponownie zaproponował mu studia doktoranckie, tym razem w Stanach Zjednoczonych. Pod koniec 1982 został przyjęty na trzy programy doktoranckie: w Nowym Jorku, Nowym Meksyku i Kolorado. W 1983 otrzymał paszport i rozpoczął studia na Uniwersytecie Stanu Nowy Meksyk. Jeszcze przed uzyskaniem stopnia doktora otrzymał propozycję pracy na Wydziale Matematyki i Informatyki Uniwersytetu Missouri. W 1988 ukończył studia i rozpoczął pracę na Uniwersytecie Missouri. Pod koniec lat 90. rozpoczął także pracę dla firmy Boeing.
W 2001 rozpoczął pracę w Lindenwood University w St. Charles. W 2002 otrzymał nominację na profesora. W 2005 został szefem Wydziału Matematyki, a w 2007 przewodniczącym Division of Mathematics, Computer Science, Physics and Pre-Engineering.
W 2009 wydał wspomnienia pt. „Siedemdziesiąt trzy”, które w Polsce ukazały się w 2014 nakładem Ludowej Spółdzielni Wydawniczej.
Od 2016 roku działa w Kongresie Polonii Amerykańskiej, pełni funkcję prezesa Oddziału Missouri KPA. Od 2018 roku jest konsulem honorowym RP w Saint Louis.

## Życie prywatne
W latach 80. ożenił się z Jolettą Giergielewicz, którą poznał w kolskim liceum. Mają dwóch synów, którzy są dentystami.
Mieszka razem z żoną w Saint Louis.